# Galaxias macronasus
Galaxias macronasus är en fiskart som beskrevs av Mcdowall och Campbell Easter Waters 2003. Galaxias macronasus ingår i släktet Galaxias och familjen Galaxiidae. Inga underarter finns listade i Catalogue of Life.